# Kartika Liotard

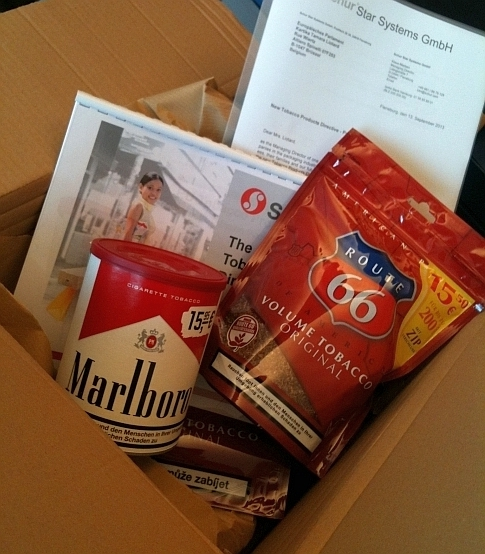
Doos met tabakswaren die Kartika Liotard ontving in september 2013 in verband met een ophanden zijnde stemming over het bestrijden van de gevaren van het roken. Ze stuurde het geschenk verontwaardigd terug omdat ze de beïnvloeding door de tabaks- en verpakkingsindustrie een ongewenste vorm van lobbyen vond.

Kartika Tamara Liotard (Voorburg, 26 juni 1971 – 1 augustus 2020) was een Nederlands politica.

## Biografie

### Opleiding en werk
Liotard heeft het vwo gedaan op het Serviam Lyceum in Sittard en heeft een cursus Frans gevolgd aan het Koninklijk Atheneum in het Belgische Maaseik. Hierna heeft ze aan de Universiteit Maastricht Nederlands recht gestudeerd. Zij heeft zich gespecialiseerd in straf- en bestuursrecht en volgde cursussen in onderhandelen, gespreksvaardigheden, mediation en debatteren voor juristen.
Van 1994 tot 1996 was zij coördinator en bestuurslid van een wetswinkel in de Limburgse gemeente Nuth. Hierna was zij tot 1997 zelfstandig jurist bij een rechtskundig adviesbureau. Vanaf 1997 werkte Liotard bij LASER, een uitvoeringsorgaan van het ministerie van Landbouw, Natuur en Voedselkwaliteit dat zich onder meer met subsidieregelingen bezighoudt.

### Politieke loopbaan
Bij de Europese Parlementsverkiezingen van 2004 werd Liotard namens de Socialistische Partij (SP) met voorkeurstemmen gekozen tot lid van het Europees Parlement. Een van haar daden als Europarlementariër was het verzoek in februari 2007 om het aftreden van Gijs de Vries als EU-coördinator voor terrorismebestrijding.
In het Europees Parlement was Liotard onder meer rapporteur voor de toelating van nieuwe voedingsmiddelen. Van 2005 tot 2012 was zij officieel contactpersoon met de in Parma gevestigde EFSA, de Europese autoriteit voor voedselveiligheid. Liotard zette zich in het parlement onder meer in tegen dierenmishandeling en de invoering van kloonvlees: het voor menselijke consumptie gekweekte vlees van gekloonde dieren en hun nageslacht.
In 2009 verscheen Poisoned Spring, een boek van haar en Steven P. McGiffen over de EU en de gevolgen van privatiseringen in de drinkwatersector.
Bij de Europese Parlementsverkiezingen van 2009 werd Liotard herkozen, wederom met voorkeurstemmen. Een speerpunt van Liotard was het tegengaan van EU-bemoeienis met het Nederlandse pensioenstelsel. In 2010 en 2012 verzamelde het parlementslid duizenden handtekeningen van Nederlandse burgers tegen Europese pensioenwetgeving. Deze handtekeningen overhandigde ze respectievelijk aan eurocommissaris László Andor (Sociale Zaken) en minister Henk Kamp (Sociale Zaken). Behalve pensioenen hadden ook verbetering van ouderenzorg en de positie van vijftigplussers op de arbeidsmarkt Liotards aandacht.
Na een conflict met collega Dennis de Jong, onder andere over de portefeuilleverdeling, het aanstellen van medewerkers en de afdrachtsregelingen van de SP, verliet Liotard op 1 juni 2010 de SP-fractie. Zij bleef wel aangesloten bij de Europese fractie Verenigd Links (GUE/NGL). Liotard was tevens vicevoorzitter van deze Europese fractie.
Liotard was verder vicevoorzitter van de parlementaire intergroepen over Ouderen en Dierenwelzijn. Verder was zij lid van de commissie Milieubeheer, volksgezondheid en voedselveiligheid en plaatsvervanger in de commissies Ontwikkelingssamenwerking en Rechten van de vrouw en gendergelijkheid.
Bij de Europese Parlementsverkiezingen van 2014 was Liotard niet herkiesbaar. Vanaf 2015 was zij senior-adviseur Europese subsidies van het ministerie van Economische Zaken in Deventer.
Liotard overleed op 1 augustus 2020.
Ze kreeg een harttransplantatie, maar liep een resistente bacterie op die de artsen niet meer onder controle kregen. Ze werd daarmee één van die 33.000 Europeanen die jaarlijks sterven aan antibiotica-resistentie.